# Temp track

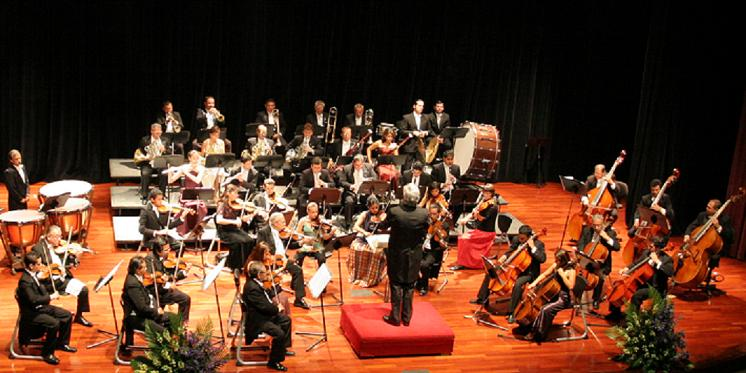
Imagen que intenta representar la creación de una banda sonora original (B.S.O.), la cual se insertará más tarde en una película, durante la fase de edición de la misma.

Un temp track o una pista temporal refiere a una pieza de música o audio existente, que se usa provisoriamente durante el montaje de un vídeo o film; esto es necesario particularmente cuando no está terminada la banda sonora de la propia película.
Antes de dar difusión a la obra fílmica, esta pista temporal suele ser reemplazada por una banda sonora original compuesta específicamente para la película. Pero mientras hay quienes piensan que tener que seguir una pista temporal puede ser una limitación para un compositor, otros opinan que este recurso puede ser una herramienta útil para encontrar el estilo de música adecuado para una escena en particular, lográndose así un ahorro de tiempo tanto para el compositor como para el director.
La pista temporal o provisoria de la obra sirve pues como una guía útil para marcar el deseado estado de ánimo de la película dependiendo del género de esta, es decir, dependiendo del tipo de película de que se trate, se usa un tipo de música u otro; por ejemplo, en el caso de estar realizando el montaje de una película bélica se podrán usar de guía bandas sonoras BSO de películas bélicas como ser Gladiator, 300, etc.
En ciertos casos esto puede llegar a ser un problema pues el director ya se imagina la película con la pista temporal como banda sonora definitiva, y ello puede llegar a limitar al compositor, pues el director le suele pedir una banda sonora parecida a la usada y adaptada para el montaje.
La pista temporal a veces también se conoce como scratch music, o temp score, o temp music.

## El montaje antes del sonido
De 1895 a 1915 se habla de la parte inicial del montaje y desde el 1915 a 1930 nos encontramos en una etapa de experimentación, desde el 1930 o incluso un poco antes tenemos que volver a inventar el lenguaje del cine por la introducción del sonido.[cita requerida]
Hay que subrayar que la introducción del sonido, así como la narrativa cinematográfica, fueron desplazando la importancia teórica y práctica.[cita requerida]

## El montaje después del sonido: el triunfo de la continuidad
El sonido crea continuidad desde siempre, es decir, el cine mudo, pero a la hora del montaje es diferente pues el sonido se empezó a montar a la vez.[cita requerida]
La llegada del sonido supone un desafío doble: intelectual y teórico. De la parte del desafío intelectual se encargaron los rusos que empezaron rápido a escribir sobre el sonido.[cita requerida]
Por otro lado, la llegada del sonido supone una serie de restricciones técnicas que están a punto de dar al traste con todas las soluciones e innovaciones logradas hasta ahora. El sonido implica una marca hacia adelante en la evolución del lenguaje cinematográfico. Se empieza a montar el vídeo de acuerdo con el vídeo y ayuda a crear continuidad en película.[cita requerida]

## Montando el sonido
El sonido y la imagen son igual de importantes, por eso mismo hay que tratar con el mismo cuidado la hora del montaje, pero el sonido crea gran realidad incluso a veces mayor que la imagen. Podemos crear un helicóptero en la secuencia tan solo con el sonido y ahorrarnos el coste de lo mismo. La vista tiende a aceptar lo que ve mientras el sonido puede llegar a tender a la imaginación.[cita requerida]

### Sonido diegético
Los efectos sonoros, la música o los diálogos que vienen al mismo tiempo que la imagen, muchas veces se solapan imágenes con el sonido de la anterior, en ese caso se produce el sonido diegético.[cita requerida]

### Sonido no diegético
Los efectos sonoros que sabemos de qué parte de la imagen que vienen, es decir, el sonido y la imagen se producen a la vez.[cita requerida]